# Tabanus williamsii
Tabanus williamsii är en tvåvingeart som beskrevs av Austen 1908. Tabanus williamsii ingår i släktet Tabanus och familjen bromsar.
Artens utbredningsområde är Nigeria. Inga underarter finns listade i Catalogue of Life.